# Synanthedon sphenodes
Synanthedon sphenodes is een vlinder uit de familie wespvlinders (Sesiidae), onderfamilie Sesiinae.
Synanthedon sphenodes is voor het eerst wetenschappelijk beschreven door Diakonoff in 1968. De soort komt voor in het Oriëntaals gebied.